# Hans Calm
Hans Calm, vollständig Johannes Christian Andreas Calm (* 9. Juli 1858 in Lübeck; † 27. Januar 1945 in Dessau) war ein deutscher Schauspieler, Sprachlehrer und Autor.

## Leben
Hans Calm war ein Sohn des Hökers Jochen Carl Calm und dessen Frau Caroline Friederike Elisabeth, geb. Wulff. Sein Elternhaus stand in der Straße Bei St. Johannis. Von Ostern 1868 bis Weihnachten 1873 besuchte er die Elementarschule (Küsterschule) des Küsters Waack in der Fleischhauerstraße. Calms 1928 veröffentlichte Autobiographie ist eine einzigartige Quelle für diese damals am Ende ihrer Geschichte stehende Schulart. Anschließend begann er selbst eine Ausbildung zum Elementarlehrer und Küster bei Simon Kühl, dem Küster der alten St.-Lorenz-Kirche und Vater von Gotthardt Kuehl, entschied sich dann aber, Schauspieler zu werden. Im September 1876 debütierte er als „Jugendlicher Held“ am Theater in Wolgast. Nach einer Reihe von Engagements an den Theatern in Potsdam, Gotha, Liegnitz, Hamburg und Karlsruhe kam er 1899 an das Hoftheater in Dessau. Hier debütierte er am 1. Oktober 1899 als Herzog Alphons in Goethes Torquato Tasso. In zahlreichen Hauptrollen auftretend, wurde er bald zu einem „der wichtigsten und bekanntesten Schauspieler am Dessauer Theater in den Jahren um 1900“.
Zum Ende der Spielzeit 1910/1911 gab er die aktive Schauspielerei auf. Als Hofschauspieler a. D. publizierte er unter anderem zur Dessauer Theatergeschichte. Von besonderer Bedeutung war seine damals neue Tätigkeit als Lehrer der Redekunst am Polytechnikum in Köthen, am Predigerseminar Wittenberg und am Seminar für Kleinkinderlehrerinnen in Dessau. Dafür verfasste er sein erfolgreiches Lehrbuch der Sprechtechnik, das bis 1938 sieben Auflagen erlebte. Daneben gab er mehr als 30 Jahre lang privaten Unterricht in seiner Wohnung und in der Aula der damaligen Handelsrealschule in Dessau. Zu seinen Schülerinnen zählte Margarete Schön.
Calm war als Freimaurer Mitglied und Bibliothekar der Johannisloge Esiko zum Aufgehenden Licht in Dessau, deren Chronik er schrieb. Er nahm an der 19. Tagung des Evangelisch-Sozialen Kongresses 1908 in Dessau teil.
Hans Calm starb im Januar 1945 und wurde auf dem Dessauer Friedhof I beigesetzt.

## Nachlass
Im Stadtarchiv Dessau-Roßlau wird ein Teilnachlass von Hans Calm aufbewahrt. Darunter befindet sich ein Heft mit den Niederschriften seiner Vorlesungen am Polytechnikum in Köthen über die Redekunst, das als Archivale des Monats Januar 2020 im Archivzentrum Dessau präsentiert wurde.

## Ehrungen
- Titel Hofschauspieler

## Schriften
- Verzeichnis der Büchersammlung der Loge Esiko zum aufgehenden Licht in Dessau von Hans Calm: Systematisch zusammengestellt nach dem Bestande vom 1. Januar 1905. Art’l, Dessau 1904.
- Theater- und Vortragschule. Voigtländer, Leipzig 1914. (es gab je eine Ausgabe für Damen und eine Ausgabe für Herren)
- Lehrbuch der Sprechtechnik für Pädagogen, Theologen, Offiziere, Juristen, Schauspieler und Sänger, Lehrer- und Lehrerinnenseminare. 2., verb. u. verm. Auflage. Voigtländer, Leipzig 1917. (7., verb. u. verm. Auflage. Salzmann, Dessau 1938)
- Atmen und Turnen: ein Buch für Jeden und Jede. Zeichnungen von Heinrich Schmidt-Rom. Haase, Prag / Leipzig / Wien 1918.
- Redner und Rede: Vorlesungen über praktische Redekunst. Voigtländer, Leipzig 1919.
- Sprache und Sprechen. (= Kollegienhefte. 14). Hirzel, Leipzig 1920.
- Die kirchliche Vortragskunst: für Prediger und Religionslehrer. Voigtländer, Leipzig 1920.
- Die Kunst des mündlichen Vortrags: Ein Buch für Schule und Haus. R. Voigtländer, Leipzig 1921.
- Kulturbilder aus der deutschen Theatergeschichte. Koehler & Amelang, Leipzig 1925.
- Chronik der Johannis-Loge „Esiko zum Aufgehenden Licht“ im Orient Dessau. Dessau 1925.
- Freud und Leid einer Jugendzeit. Koehler & Amelang, Leipzig 1928. (Neuauflage unter dem Titel: In Lübeck stand mein Vaterhaus: Freud und Leid einer Jugendzeit. Mit einem Nachwort von Jürgen W. Scheutzow, Lübeck: LN-Verlag 1978, ISBN 3-87498-212-2)